# Maradi
|  | Per a altres significats, vegeu «Maradi (regió)». |

Maradi és la tercera ciutat més gran del Níger i el centre administratiu de la regió de Maradi. És seu del Departament de Maradi i la comuna urbana. Les atraccions a Maradi inclouen la Mesquita Dan Kasswa, el centre artesanal (artesanies tradicionals) al Sonitan quartier i el Palau del Cap Provincial Katsinawa, però gran part de la resta de la ciutat data de la dècada de 1950 i més tard i s'està convertint industrialitzada. El mercat central, el Maradi grand-marché, és un gran mercat tots els dies de les mercaderies a l'engròs, al detall, i l'agricultura de tot el centre de Níger al sud i el major pont del comerç transfronterer amb Nigèria.
Entrant a la ciutat des de l'oest o l'est significa tenir una sortida cap al sud de la carretera de dos carrils que travessa Níger. Aquest camí et porta a l'altiplà-top, passat Coca-Cola, Nescafé i "Stop Sida" signes (francès per la SIDA), per sota d'un gran arc de ciment pintat, i al carrer principal per la ciutat.

## Geografia
Maradi va ser construïda en una plana d'inundació exuberant, però després de diverses inundacions greus, es va traslladar fins a un altiplà just per sobre de la plana d'inundació pels administradors colonials francesos el 1946. Segons el cens de 2001, la població oficial de Maradi va ser 148.017. El grup ètnic predominant a la ciutat són els hausses, amb alguns fulani i tuaregs. També hi ha diversos grups ètnics de Nigèria, particularment ibo i iorubes, regentant comerços especialitzats o en petites botigues.

## Economia
Maradi és el principal comerç de transport i centre agrícola de la regió haussa al centre-sud de Níger. És a la carretera principal pavimentada est-oest que va de Niamey, a l'oest de Diffa, a l'extrem est. Maradi ha estat durant molt de temps una ciutat comercial, en la ruta cap al nord des deKano, Nigèria. Això explica per què un pot utilitzar el Franc CFA de l'Àfrica Occidental (moneda oficial del Níger) o el naira nigerià per a Maradi. La ciutat és en una regió coneguda per l'agricultura de cacauet.

## Història
Originalment part de Katsina, un estat haussa, que es va independitzar al segle xix. Des de principis del segle xix, Maradi va ser la llar d'un dels diversos estats haussa gropa tradicionals, formats pels governants animistes i la noblesa que van fugir del lloc del sultanat de Sokoto musulmà. Els elements de la classe dominant Katsina seguir al·legant la zona com la seu d'un estat d'exili Katsina abans de la formació d'un emirat Maradi independent al segle xix, governat pel Sarkin Maradi. Maradi es va veure limitada pel més poderós estat exiliat Gobir l'oest, el Sultanat de Damagaram amb capital a Zinder, a l'est, i Sokoto, al sud. L'arribada dels francesos el 1899, va veure per primera vegada la destrucció sagnant de la ciutat per la missió Voulet-Chanoine, però després la ciutat es recuperà com un important centre de comerç regional, i del projecte francès de crear cultius comercials d'explotació (majoritàriament cacauets) a la zona. Amb independència, Maradi s'ha convertit en un centre de la cultura haussa, competint amb el centre haussa tradicional més gran de Zinder, a l'est.